# 郭鳳儀
郭鳳儀（15世紀—16世紀），字舜符，河南開封府祥符縣人，明朝政治人物。

## 生平
郭鳳儀是正德九年進士郭鳳翺之弟，於正德十四年（1519年）中舉人，嘉靖五年（1526年）成進士，獲授寧國推官，審判明允，因父母去世回鄉；服闕後轉任黃州知府，為政崇尚平恕，旱災時為當地人祈雨，官至雲南副使。他擅長古文，尤其精於詩歌，能臨急就章，肖像畫也傳神，有《均奕集》流傳。
兒子郭中是嘉靖二十六年進士，仕至廣平府知府，和郭鳳儀、郭鳳翺一樣知名。

## 引用
1. 1 2  民國《陽信縣志·卷五》：郭鳳儀，字舜符，祥符人，嘉靖丙戌進士，仕至雲南按察司副使，工古文詞，尤精于詩，臨急就章，肖其神亦能畫，詩尤重於世，所著有《均奕集》。兄鳳翺，正德甲戌進士，仕至陝西按察司副使；子中，嘉靖丁未進士，仕至廣平府知府，俱有名。 見《通志》
2. ↑  光緒《祥符縣志·卷四·選舉表》：（正德）十四年己卯科（舉人）……郭鳳儀
3. ↑  嘉慶《寧國府志·卷三·職官表》：（嘉靖）六年丁亥……（推官）郭鳳儀 字道符，祥符人。進士，負文學，有清譽，用法明允，恬退自怡，艱去。
4. ↑  光緒《黃州府志·卷十三·秩官傳》：郭鳳儀，字舜符，祥符人，進士。嘉靖閒黃州知府，性清介，不以家屬自隨，政尚平恕，歲旱祈雨輒，郡人王廷陳嘗記其事。